# Laphria pyrrhothrix
Laphria pyrrhothrix är en tvåvingeart som beskrevs av Hermann 1914. Laphria pyrrhothrix ingår i släktet Laphria och familjen rovflugor.
Artens utbredningsområde är Taiwan. Inga underarter finns listade i Catalogue of Life.